# Фариляно
Фариля̀но (на италиански: Farigliano; на пиемонтски: Farijan, Фариян) е село и община в Северна Италия, провинция Кунео, регион Пиемонт. Разположено е на 263 m надморска височина. Населението на общината е 1770 души (към 2010 г.).